# Azatrephes
Azatrephes is een geslacht van vlinders van de familie spinneruilen (Erebidae), uit de onderfamilie Arctiinae.

## Soorten
- A. discalis Walker, 1856
- A. fuliginosa Rothschild, 1910
- A. orientalis Rothschild, 1922
- A. paradisea Butler, 1877